# WC (rapper)
William L. Calhoun Jr. (narozen 9. srpna 1970), spíše známý jako WC (někdy Dub-C), je americký rapper. Narodil se v Texasu, ale brzo se přestěhoval do čtvrti South Central v Los Angeles. Začal rapovat ve skupině Low Profile ale později založil svoji pod názvem WC and the Maad Circle. Skupinu s ním utvořili rapper Coolio, producent Sir Jinx a jeho mladší bratr DJ Crazy Toones. Spolu vydali dvě alba Ain't a Damn Thang Changed v roce 1991 a Curb Servin v roce 1995. V dalších letech začal svoji sólo kariéru a postupně vydal čtyři alba, v roce 1998 The Shadiest One, Ghetto Heisman v roce 2002, Guilty by Affiliation v roce 2007, a na jaře roku 2011 vydává zatím svoji poslední sólo desku Revenge of the Barracuda. WC je také známý jako člen superskupiny Westside Connection s West Coast rappery Ice Cube a Mack 10. Do rozpadu skupiny vydali alba Bow Down (1996) a Terrorist Threats (2003). V roce 2009 WC koncertoval v Praze jako host turné na kterém Ice Cube poprvé zavítal Evropy.

## Diskografie

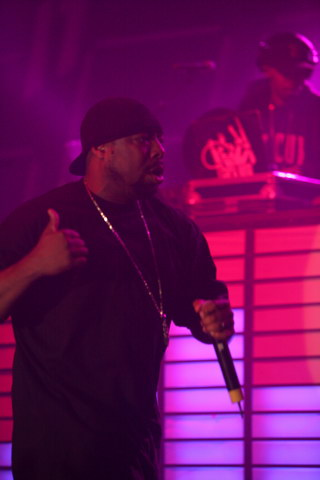
WC na koncertu v Praze 10.4.2009 (za ním jeho bratr Dj Crazy Toones)

| Sólo Alba                  | Rok  | Label                                 |
| -------------------------- | ---- | ------------------------------------- |
| The Shadiest One           | 1998 | PayDay                                |
| Ghetto Heisman             | 2002 | Def Jam                               |
| Guilty by Affiliation      | 2007 | Lench Mob Records                     |
| Revenge of the Barracuda   | 2011 | Lench Mob Records, Big Swang          |
| S Westside Connection      | Rok  | Label                                 |
| Bow Down                   | 1996 | Priority Records, Lench Mob Records   |
| Terrorist Threats          | 2003 | Priority Records, Hoo-Bangin' Records |
| S Low Profile              | Rok  | Label                                 |
| We're in This Together     | 1989 | Priority Records                      |
| S WC and the Maad Circle   | rok  | Label                                 |
| Ain't a Damn Thang Changed | 1991 | Priority Records                      |
| Curb Servin                | 1995 | PayDay, FFRR Records, PolyGram        |

## Filmografie
- 1995: Friday
- 1996: Set It Off
- 1999: The Breaks
- 1999: Thicker than Water
- 2001: Air Rage
- 2001: Stranded
- 2003: WC: Bandana Swangin - All That Glitters Ain't Gold
- 2008: Belly 2: Millionaire Boyz Club